# La Fille de Pohjola
La Fille de Pohjola (en finnois : Pohjolan tytär), op. 49, est un poème symphonique terminé par le compositeur finlandais Jean Sibelius en 1906. 

## Historique
À l'automne de 1904, la majorité des œuvres orchestrales les plus importantes de Sibelius ont été imprimées, et les chefs d'orchestre à travers le monde les ont inscrites avec succès à leurs répertoires. Cependant, le système du droit d'auteur était sous-développé, et la Finlande, alors partie autonome de la Russie, n'a pas signé la Convention de Berne qui contrôlait les droits d'auteur. Tous ces concerts n'ont apporté aucun revenu à Sibelius.
En janvier 1905, Sibelius va à Berlin où il rencontre Ferruccio Busoni, Christian Sinding et le violoniste Willy Burmester. Il découvre plusieurs œuvres importantes, telles que la cinquième symphonie de Mahler, les Nocturnes de Debussy et Une vie de héros de Strauss. Il écrit lui-même une musique de scène pour Pelléas et Mélisande. Busoni l'a invité à diriger sa deuxième symphonie, et le concert le 12 janvier 1905 a été un grand succès.
À Berlin, Sibelius a signé un contrat d'édition avec Robert Lienau. Le compositeur était fatigué de faire des affaires avec Breitkopf & Härtel, avec lesquels les contacts se faisaient principalement par l'intermédiaire des éditeurs finlandais. Selon le contrat d'édition avec Lienau, Sibelius devait écrire quatre œuvres majeures par an. Une somme considérable était promise en contrepartie.
En novembre 1905, Sibelius a été invité à diriger ses œuvres à Heidelberg et à Liverpool. À Liverpool, le 2 décembre 1905, Sibelius a interprété avec succès la première symphonie et Finlandia. 
De retour chez lui, Sibelius s'est plongé dans un travail intense. L'essentiel était consacré à un nouveau poème symphonique qu'il appelle dans ses lettres Luonnotar (Fille de la Nature) (le titre Luonnotar a été donné plus tard à une autre œuvre). Sibelius a fait des changements et adapté le programme de la composition pour se conformer à une autre histoire du Kalevala. Väinämöinen et la fille de Pohjola avaient maintenant les rôles principaux. Sibelius proposait comme titre L'aventure d'un héros. Après de longues délibérations avec son éditeur, Sibelius a finalement appelé l'œuvre la Fille de Pohjola.
La première exécution a été faite à Saint-Pétersbourg, en Russie en décembre 1906, avec le compositeur lui-même dirigeant l'Orchestre du Théâtre Mariinsky.

## Argument
Le passage du Kalevala qui a inspiré cette pièce, a connu diverses traductions comme La Blessure ou Väinämöinen et la jeune fille de la Ferme du Nord. Le poème symphonique présente Väinämöinen « vieux, avec la barbe blanche, qui voit la belle fille du Nord (Pohjola) », assise sur un arc en ciel, tissant un drap d'or alors qu'il est monté sur un traîneau dans un paysage sombre. Väinämöinen lui demande de se joindre à lui, mais elle lui répond qu'elle ne partira qu'avec l'homme qui pourra effectuer un certain nombre de travaux difficiles, comme attacher un œuf avec des nœuds invisibles et, tout particulièrement, construire un bateau à partir de fragments de sa quenouille. Väinämöinen essaie d'accomplir ces tâches en se servant de la magie qu'il connaît. Il exécute avec réussite la plupart des travaux mais il se heurte finalement aux esprits mauvais lors de sa tentative de construire le bateau. Il se blesse avec une hache. Il abandonne les travaux et continue son voyage seul.

## Orchestration
La fille de Pohjola est considérée comme la composition la plus colorée de Sibelius. Elle est écrite pour un grand orchestre :
| Instrumentation de la fille de Pohjola                                                                       |
| Cordes |
| premiers violons, seconds violons, altos, violoncelles, contrebasses, 1 harpe                                |
| Bois |
| 2 flûtes, 1 piccolo, 2 hautbois, 1 cor anglais, 2 clarinettes, 1 clarinette basse, 2 bassons, 1 contrebasson |
| Cuivres |
| 4 cors en fa, 2 cornets en si, 2 trompettes en si, 3 trombones, 1 tuba                                       |
| Percussions                                                                                                  |
| timbales |